# Ливия Брито
Ливия Брито Пестана (на испански: Livia Brito Pestana) e кубинска актриса.

## Биография
Родена е на 21 юли 1986 г. в Хавана, Куба. Дъщеря е на актьора Роландо Брито Родригес и Хертрудис Пестана. През 2000 г. се премества заедно със семейството си в Мексико, когато е на 13-14 годишна възраст. Година след като се установява там, баща ѝ отваря ресторант, където се предлагат кубински ястия. Ливия работи там като сервитьорка, а по-късно и като модел, за да плати обучението си по бизнес администрация. Тя е представителка на Мексико на изданието на „Reina Mundial del Banano“ през 2009 г., финиширайки като първа подгласничка и грабвайки титлата Мис Фотогеничност. По-късно се записва в школата на Телевиса – CEA. Талантите ѝ се дължат на семейството ѝ тъй като, баща ѝ е актьор, а майка ѝ балерина.

## Актьорска кариера
Ливия Брито дебютира през 2010 г. с ролята на Фернанда Сандовал Гутиерес в теленовелата „Триумф на любовта“ на продуцента Салвадор Мехия. През 2012 г. взима участие в продукцията „Бездната на страстта“ с поддържаща роля. Играе в театъра, в постановката „El cartero“ през същата година. Участва в два филма през 2013 г. – „No sé si cortarme las venas o dejármelas largas“ и „Volando Bajo“. Първата главна роля идва с теленовелата „Че те обичам, обичам те“, където си партнира с Хуан Диего Коварубиас. Изявява се и като водеща в предаването „Bailando por un sueño“ през 2014 г. Същата година получава втората си главна роля в теленовелата „Италианската булка“, където си партнира с Хосе Рон.

## Филмография

### Теленовели
- Изгрев (2025) – Алба Паласиос Салватиера
- Мините на страстта (2023) – Емилия Санчес
- Ничия жена (2022) – Лусия Арисменди
- Бездушната (2021) – Фернанда Линарес
- Лекари, линия на живота (2019–2020) – Рехина Виясеньор
- Пилотът (2017) – Йоланда Кадена
- Завинаги Йоан Себастиан (2016) – Марибел Гуардия
- Италианската булка (2014–2015) – Фиорела Бианчи
- Че те обичам, обичам те (2013) – Наталия Гарсия/Наталия Варгас Касерес
- Бездната на страстта (2012) – Палома Гонсалес/Палома Мендоса
- Триумф на любовта (2010–2011) – Фернанда Сандовал Гутиерес

### Театър
- El Cartero (2012)

### Филми
- No sé si cortarme las venas o dejármelas largas (2013)
- Volando Bajo (2013)

## Награди и номинации
| година | категория               | теленовела        | резултат |
| ------ | ----------------------- | ----------------- | -------- |
| 2012   | Най-добра млада актриса | Триумф на любовта | Печели   |
| 2013   | Най-добра млада актриса | Abismo de pasion  | Печели   |

| година | категория                    | постановка | резултат |
| ------ | ---------------------------- | ---------- | -------- |
| 2012   | Най-добро откритие в театъра | El cartero | Печели   |